# João Pereira
João Pedro da Silva Pereira (* 25. února 1984 Lisabon) je portugalský fotbalista a bývalý reprezentant. Portugalsko reprezentoval v letech 2010–2014, ve 40 zápasech. Získal bronzovou medaili na mistrovství Evropy v roce 2012. Krom toho se zúčastnil mistrovství světa 2014 (Portugalci vypadli v základní skupině). S Benfikou Lisabon se stal mistrem Portugalska (2004–05), hrál za ni v letech 2003–2006. Dále hrál za Gil Vicente (2006–2007), Bragu (2007–2009), Sporting Lisabon (2010–2012, 2015–2016), Valencii (2012–2015), Hannover 96 (2015). Mezi lety 2017 a 2021 působil v tureckém klubu Trabzonspor.